# Sirdal
Sirdal é uma comuna da Noruega, com 1547 km² de área e 1766 habitantes (censo de 2004). O que corresponde a uma densidade populacional de 1,1 hab./km².